# Nicolás Correa
Nicolás Correa Risso (Montevideo, 25 dicembre 1983) è un ex calciatore uruguaiano, di ruolo difensore.

## Caratteristiche tecniche
È un difensore centrale.

## Carriera
Ha disputato oltre 400 incontri fra campionato argentino, uruguaiano e cileno.